# Теренозек (Жамбылская область)
Теренозек (каз. Тереңөзек) — село в Рыскуловском районе Жамбылской области Казахстана. Административный центр Теренозекского сельского округа. Находится примерно в 54 км к западу от районного центра, села Кулан. Код КАТО — 315055100.

## Население
В 1999 году население села составляло 1973 человека (1012 мужчин и 961 женщина). По данным переписи 2009 года, в селе проживало 2060 человек (1050 мужчин и 1010 женщин).